# Pomnik Josepha von Eichendorffa w Brzeziu
Pomnik Josepha von Eichendorffa – odtworzony w 2006 roku pomnik znanego niemieckiego poety epoki romantyzmu związanego z ziemią raciborską, Josepha von Eichendorffa. Znajduje się na skraju lasu Widok, w raciborskiej dzielnicy Brzezie, będącej do 1975 roku samodzielną wsią. Pierwotnie powstał w 1907 roku, w 50. rocznicę śmierci poety, jesienią 1945 roku został jednak wysadzony w powietrze.
Odsłonięcie pierwszego pomnika nastąpiło 26 listopada 1907, dokładnie w dniu 50. rocznicy śmierci Eichendorffa. Był to sporych rozmiarów czerwony granit, pozostałość z epoki lodowcowej, który wydobyto ze stawu przy zagrodzie Jana Łatki w Pogrzebieniu. Ważył 21, a według niektórych źródeł nawet 23 tony. Wyryto na nim napis w języku niemieckim: Dem Sänger des Waldes Joseph Freiherrn von Eichendorff Hohenbirken 26 XI 1907 (Piewcy lasu Josephowi baronowi von Eichendorffowi Brzezie 26 XI 1907). Według legendy w miejscu, w którym ustawiono głaz często siadał poeta i spoglądał na pałac w Pogrzebieniu, gdzie mieszkała jego ukochana i przyszła żona. Monument przetrwał obie wojny światowe, jednak jesienią 1945 roku został wysadzony przez kilku młodych mieszkańców Brzezia. Wcześniej, w 1937 roku monument został oblany smołą, a polskie władze zabroniły zgromadzeń pod pomnikiem.
Na początku XXI wieku powstał komitet, którego celem było odtworzenie pomnika. Pierwszy projekt uchwały o utworzeniu pomnika zgłoszony do rady miasta w 2003 roku został odrzucony. Pomysł ponownie przedstawiono w 2005 roku i wtedy zyskał on akceptację. 6 maja 2006 roku, z udziałem przedstawicieli władz i okolicznych mieszkańców odsłonięto więc ważącą siedem ton replikę monumentu.